# Mecopisthes peuceticus
Mecopisthes peuceticus là một loài nhện trong họ Linyphiidae.
Loài này thuộc chi Mecopisthes. Mecopisthes peuceticus được Lodovico di Caporiacco miêu tả năm 1951.